# Kabaret pod Wyrwigroszem
Kabaret pod Wyrwigroszem – polski kabaret założony w  październiku 1990 z inicjatywy Maurycego Polaskiego i Łukasza Rybarskiego, absolwentów PWST w Krakowie. Początkowo grupa nosiła nazwę Somgorsi. Obecną nazwę kabaret przyjął po reaktywacji w 1994. Pochodzi ona od lokalu Wyrwigrosz, w piwnicy którego występował kabaret. Kabaret współpracował z radiem RMF FM, m.in. realizując „Między Bugiem a prawdą” – cykl słuchowisk satyrycznych o rodzinie z Kresów.
W jednym z pierwszych autorskich programów znalazły się skecze o sex-shopach, Teleexpressie, Stanisławie Tymińskim oraz naukach przedmałżeńskich.
Kabaret wystąpił kilkanaście razy gościnnie na scenie Teatru STU. 1997 okazał się rokiem przełomowym, ze względu na udział w benefisie Iwony Bielskiej, emitowanym na antenie TVP 2 i TV Polonia.
W lutym 2008 kabaret nagrał wersję przeboju „Jožin z bažin” zespołu Banjo Band z Czech, zatytułowaną „Donald marzy”. Utwór wykonany został w programie „Pojedynek nie na żarty” TVP 2 i zyskał rozgłos dzięki upowszechnieniu przez portale YouTube i Joe Monster.
W maju 2008 ukazała się płyta Hit, hit hurra! zawierające parodystyczne wersje przebojów m.in. Dody, Boys, czy Maanamu. Album uzyskał status złotej płyty.
W marcu 2013 zrealizowali teledysk do wykonanej w parodystycznej formie języka czeskiego piosenki „Ona nie tańczy dla mnie”, będącej parodią przeboju „Ona tańczy dla mnie” zespołu Weekend. Ekipa kabaretu produkuje serial kabaretowy Kresowiacy.

## Skład

### Obecny skład kabaretu

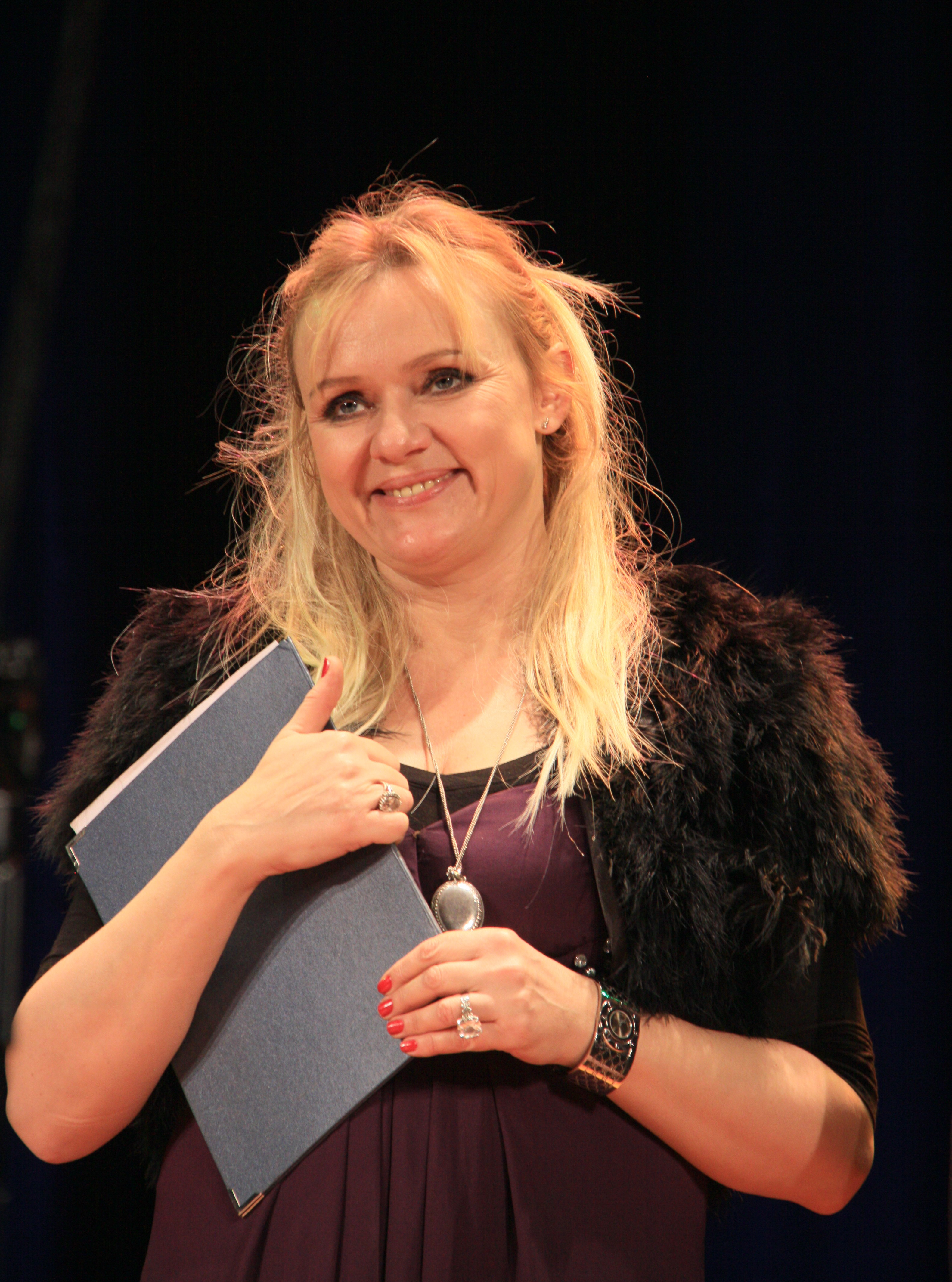
Beata Rybarska
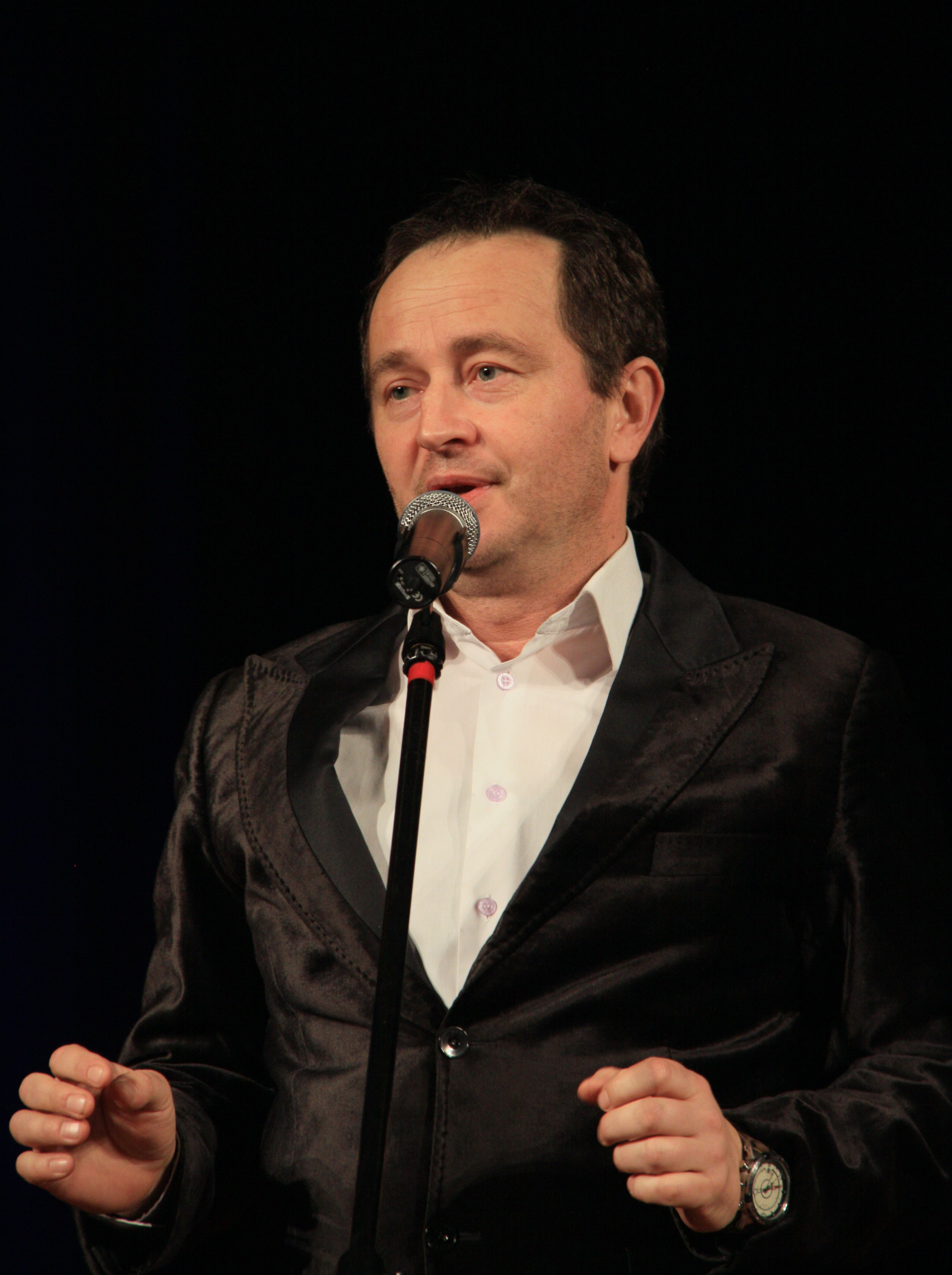
Łukasz Rybarski
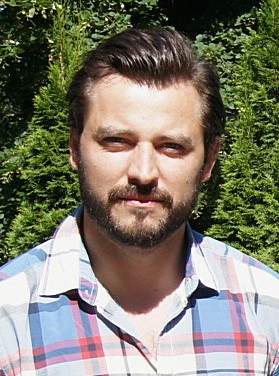
Marcin Zacharzewski

- Beata Rybarska
- Łukasz Rybarski
- Marcin Zacharzewski

### Dawni członkowie
- Barbara Krasińska
- Aneta Kosowska
- Aldona Jankowska
- Krzysztof Stawowy
- † Wojciech Szawul
- Andrzej Jurczyński
- Kajetan Wolniewicz
- Maurycy Polaski
- Andrzej Kozłowski
- Tomasz Olbratowski